# Kilyéni felirat
A Kilyéni felirat egy rövid, székely írásos nyelvemlék.

## A megtalálás helye és ideje
A feliratot a Kovászna megyei Kilyénben, a 13. századi unitárius templom külső, déli falán, a falra festett freskó első képének alsó szegélyén találta meg Kónya Ádám helytörténész 1978-ban.

## Leírása
A betűk kicsik, mindössze 1-2 cm magasak.

## Olvasata
Betűzése: BNDIKO
Olvasata: Ráduly János néprajzkutató szerint valaki a Bendikó vagy Bandikó nevet írta a képre, talán a falkép festője.

## Datálása
Keletkezésének ideje egyelőre ismeretlen.